# 26 юли
26 юли е 207-ият ден в годината според григорианския календар (208-и през високосна). Остават 158 дни до края на годината.

## Събития
- 811 г. – В Битката при Върбишкия проход българският кан Крум разгромява войската на византийския император Никифор I, а самият император е убит.
- 1529 г. – Испанският конкистадор Франсиско Писаро получава заповед от краля да открие и завоюва Перу за испанската корона.

- 1730 г. – Императрицата на Русия Анна подписва указ за изливането на най-голямата камбана в света – Цар Камбана.
- 1788 г. – Британските колонисти в Австралия основават град Сидни.
- 1788 г. – Ню Йорк ратифицира новата конституция и става 11-ият щат на САЩ.
- 1803 г. – Във Великобритания е открита първата железопътна линия.
- 1847 г. – Либерия става първата африканска колония, придобила независимост.
- 1887 г. – Полският евреин Людвик Заменхоф публикува книгата си Международен език, която е първият учебник по изучаване на създадения от него език Есперанто.
- 1908 г. – В САЩ се създава Бюро за разузнаване, което през 1935 е преименувано във ФБР.
- 1909 г. – Открита е железопътната линия Радомир – Кюстендил (87 км).
- 1924 г. – Обявена е обща амнистия за участниците в юнските и септемврийските събития през 1923 г.
- 1926 г. – Учредява се Пловдивски Спортклуб
- 1940 г. – В Залцбург Адолф Хитлер и Йоахим фон Рибентроп започват преговори последователно с румънския и българския премиер за уговаряне връщането на Южна Добруджа на България.
- 1945 г. – В Потсдам, Германия, е обявена Потсдамската декларация.
- 1947 г. – Народна република България отправя официална молба към ООН за членство в организацията.
- 1947 г. – Американският президент Хари Труман подписва Закона за национална сигурност, с който се създава Централно разузнавателно управление (ЦРУ).
- 1956 г. – След като Световната банка отказва да финансира строежа на Асуанската язовирна стена египетският президент Гамал Абдел Насър обявява национализация на Суецкия канал, с което предизвиква международно недоволство.
- 1963 г. – При земетресение в Скопие, Югославия загиват 1100 души.
- 1965 г. – Обявена е независимостта на държавата Малдиви.
- 1971 г. – Програма Аполо: Започва пилотираната мисия Аполо 15 – четвъртата мисия кацнала на Луната, при която за първи път е използван Лунар Роувър и за пръв път е изследвана лунната повърхност извън лунно море.
- 1989 г. – Федералния съд на САЩ подвежда под отговорност студента Робърт Морис за разпространяване на първия компютърен червей по интернет.
- 1993 г. – Полет 733 на „Ейжиана Еърлайнс“ се разбива в хълм на планината Унгео при третия си опит да кацне на летище „Мокпо“, Южна Корея. 68 от 116-те души на борда са убити.
- 1994 г. – Естония и Русия се споразумяват за напускане на руските войски от Естония.
- 1995 г. – В Брюксел е подписана конвенцията за създаване на Европейската полицейска агенция Европол.

## Родени
- 1678 г. – Йозеф I, свещен римски император († 1711 г.)
- 1782 г. – Джон Филд, ирландски композитор († 1837 г.)
- 1802 г. – Мариано Ариста, президент на Мексико († 1855 г.)
- 1822 г. – Робърт Уилям Томсън, шотландски изобретател († 1873 г.)
- 1829 г. – Огюст Бернарт, министър-председател на Белгия, Нобелов лауреат през 1909 г. († 1912 г.)
- 1842 г. – Алфред Маршал, британски икономист († 1924 г.)
- 1856 г. – Джордж Бърнард Шоу, ирландски драматург, Нобелов лауреат през 1925 г. († 1950 г.)
- 1861 г. – Важа-Пшавела, грузински поет († 1915 г.)
- 1862 г. – Васил Кънчов, български историк, географ и политик († 1902 г.)
- 1865 г. – Филип Шайдеман, канцлер на Ваймарската република († 1939 г.)
- 1875 г. – Антонио Мачадо, испански поет († 1939 г.)
- 1875 г. – Карл Густав Юнг, швейцарски психолог и психиатър († 1961 г.)
- 1881 г. – Христо Метев, български предприемач († 1953 г.)
- 1894 г. – Олдъс Хъксли, английски писател († 1963 г.)
- 1922 г. – Джейсън Робардс, американски актьор († 2000 г.)
- 1928 г. – Стенли Кубрик, американски режисьор († 1999 г.)
- 1928 г. – Франческо Косига, президент на Италия († 2010 г.)
- 1940 г. – Жан-Люк Нанси, френски философ († 2021 г.)
- 1941 г. – Красимир Спасов, български режисьор († 2024 г.)
- 1942 г. – Владимир Мечиар, министър-председател на Словакия
- 1942 г. – Людмила Живкова, български политик († 1981 г.)
- 1943 г. – Мик Джагър, британски рок музикант (The Rolling Stones)
- 1945 г. – Веселин Савов, български актьор († 2006 г.)
- 1945 г. – Хелън Мирън, английска актриса
- 1948 г. – Нораир Нурикян, български щангист († 2025 г.)
- 1949 г. – Роджър Тейлър, британски музикант (Queen)
- 1953 г. – Петко Москов, български скулптор († 2004 г.)
- 1955 г. – Асиф Али Зардари, пакистански политик
- 1957 г. – Ник де Фирмиан, американски шахматист
- 1958 г. – Анджела Хюит, канадска пианистка
- 1959 г. – Кевин Спейси, американски актьор
- 1964 г. – Сандра Бълок, американска актриса
- 1966 г. – Анджело Ди Ливио, италиански футболист
- 1966 г. – Анна Рита Дел Пиано, италианска актриса
- 1967 г. – Джейсън Стейтъм, английски актьор
- 1973 г. – Кейт Бекинсейл, английска актриса
- 1982 г. – Дилайла Стронг, американска порно актриса
- 1985 г. – Гаел Клиши, френски футболист
- 1990 г. – Алиса Атанасова, българска актриса

## Починали
- 811 г. – Никифор I, византийски император (* 760)
- 1057 г. – Бруно II, граф в Средна Фризия (* 1024 г.)
- 1471 г. – Павел II, римски папа (* 1417 г.)
- 1680 г. – Джон Уилмът, английски поет (* 1674 г.)
- 1848 г. – Анастасиос Палатидис, гръцки лекар (* 1800 г.)
- 1867 г. – Отон I, крал на Гърция (* 1815 г.)
- 1881 г. – Аугуст фон Сакс-Кобург-Гота, принц на Кохари (* 1818 г.)
- 1894 г. – Цани Гинчев, български писател (* 1835 г.)
- 1895 г. – Иван Кюркчиев, български учител (* 1860 г.)
- 1904 г. – Димитър Попстаматов, български революционер (* 1880 г.)
- 1904 г. – Тодор Пеев, български общественик (* 1842 г.)
- 1925 г. – Готлоб Фреге, германски политик (* 1848 г.)
- 1936 г. – Марко Тотев, български общественик (* 1858 г.)
- 1944 г. – Реза Шах Пахлави, ирански монарх (* 1878 г.)
- 1952 г. – Ева Перон, аржентински политик (* 1919 г.)
- 1981 г. – Методи Кецкаров, български скулптор (* 1904 г.)
- 1987 г. – Мистер Сенко, български илюзионист (* 1905 г.)
- 1991 г. – Лоренц Мак, австрийски писател (* 1917 г.)
- 1997 г. – Кунихико Кодаира, японски математик (* 1915 г.)
- 2010 г. – Бригите Швайгер, австрийска писателка (* 1949 г.)
- 2013 г. – Джей Джей Кейл, американски музикант (* 1938 г.)
- 2023 г. – Шинейд О’Конър, ирландска певица (* 1966 г.)[1]

## Празници
- България – Професионален празник на служителите от национална служба „Жандармерия“ – Определен с Решение на Министерския съвет от 6 юни 2002 г.
- Гърция – Празник на село Алатопетра
- Куба – Годишнина от нападението на казармата Монкада (1953 г., начало на революцията в Куба)
- Либерия – Ден на независимостта (1847 г., от САЩ, национален празник)
- Малдиви – Ден на независимостта (1965 г., от САЩ, национален празник)
- САЩ – Национален ден на млечния шейк с кафе